# Castrillo de la Guareña (kommunhuvudort)
Castrillo de la Guareña är en kommunhuvudort i Spanien.   Den ligger i provinsen Provincia de Zamora och regionen Kastilien och Leon, i den centrala delen av landet, 160 km nordväst om huvudstaden Madrid. Castrillo de la Guareña ligger 730 meter över havet och antalet invånare är 147.
Terrängen runt Castrillo de la Guareña är huvudsakligen platt. Castrillo de la Guareña ligger nere i en dal. Runt Castrillo de la Guareña är det glesbefolkat, med 16 invånare per kvadratkilometer. Närmaste större samhälle är Fuentelapeña, 5,4 km väster om Castrillo de la Guareña. Trakten runt Castrillo de la Guareña består till största delen av jordbruksmark.